# Lestidium longilucifer
Lestidium longilucifer — вид авлопоподібних риб родини Paralepididae. Описаний у 2020 році.

## Поширення
Вид поширений в Індо-Західнотихоокеанському регіоні. Відомий зі зразків, що зібрані біля північно-західного узбережжя Австралії та біля південного Тайваню.